# Chiesa di Santa Maria in Porto Fuori
La chiesa di Santa Maria in Porto Fuori è un edificio sacro situato nei pressi di Ravenna, di importanza storica per le origini anteriori al 1100 e le successive fasi di sviluppo architettonico e artistico; è un luogo di culto cattolico dichiarato parrocchia il 15 agosto 1915 col decreto «Sancta Maria in portu extra moenia» 

. 
Completamente distrutta da un bombardamento nel 1944, è stata ricostruita nella medesima sede.

## Storia

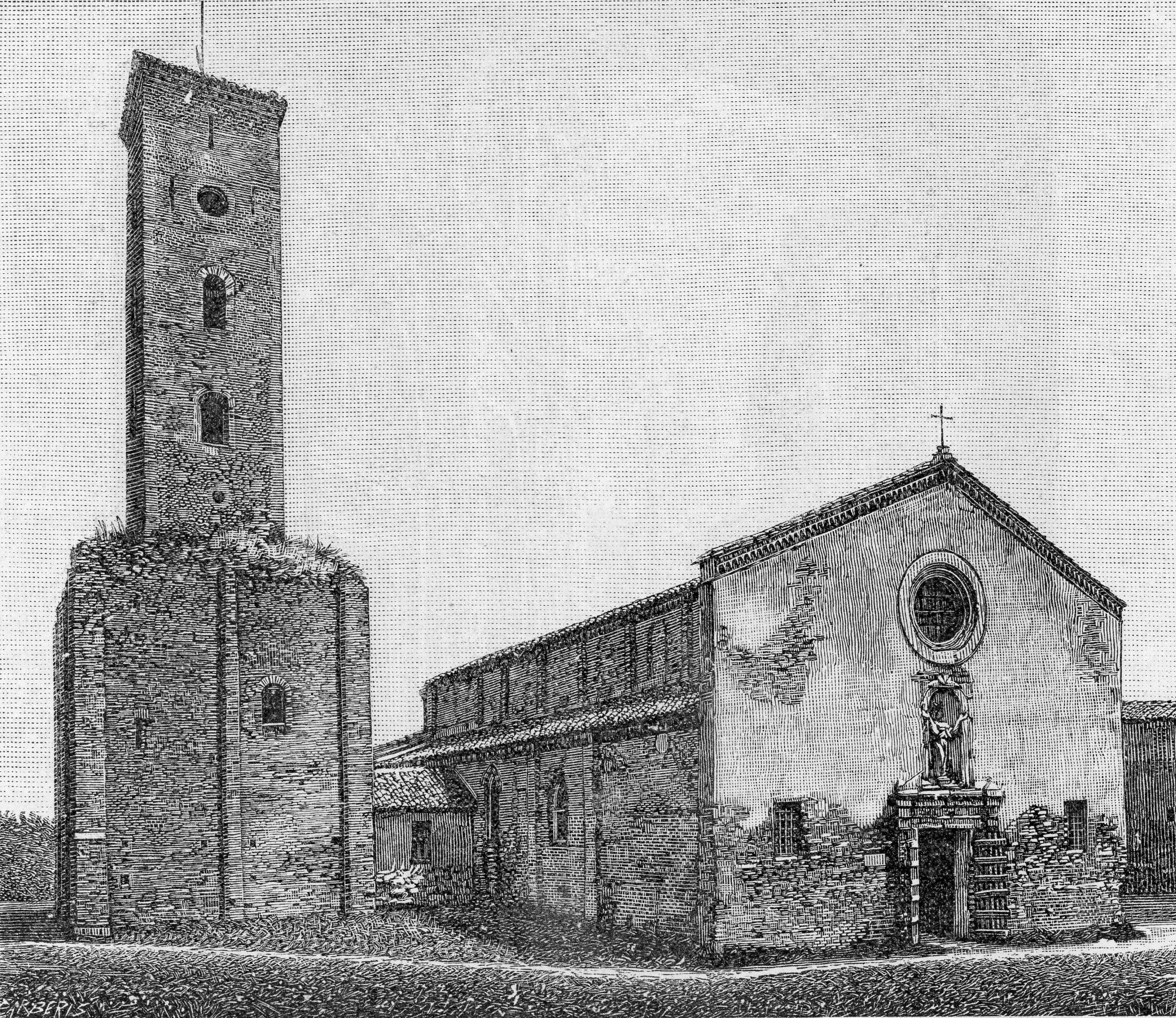
Facciata e campanile nel 1900 (xilografia di Giuseppe Barberis)

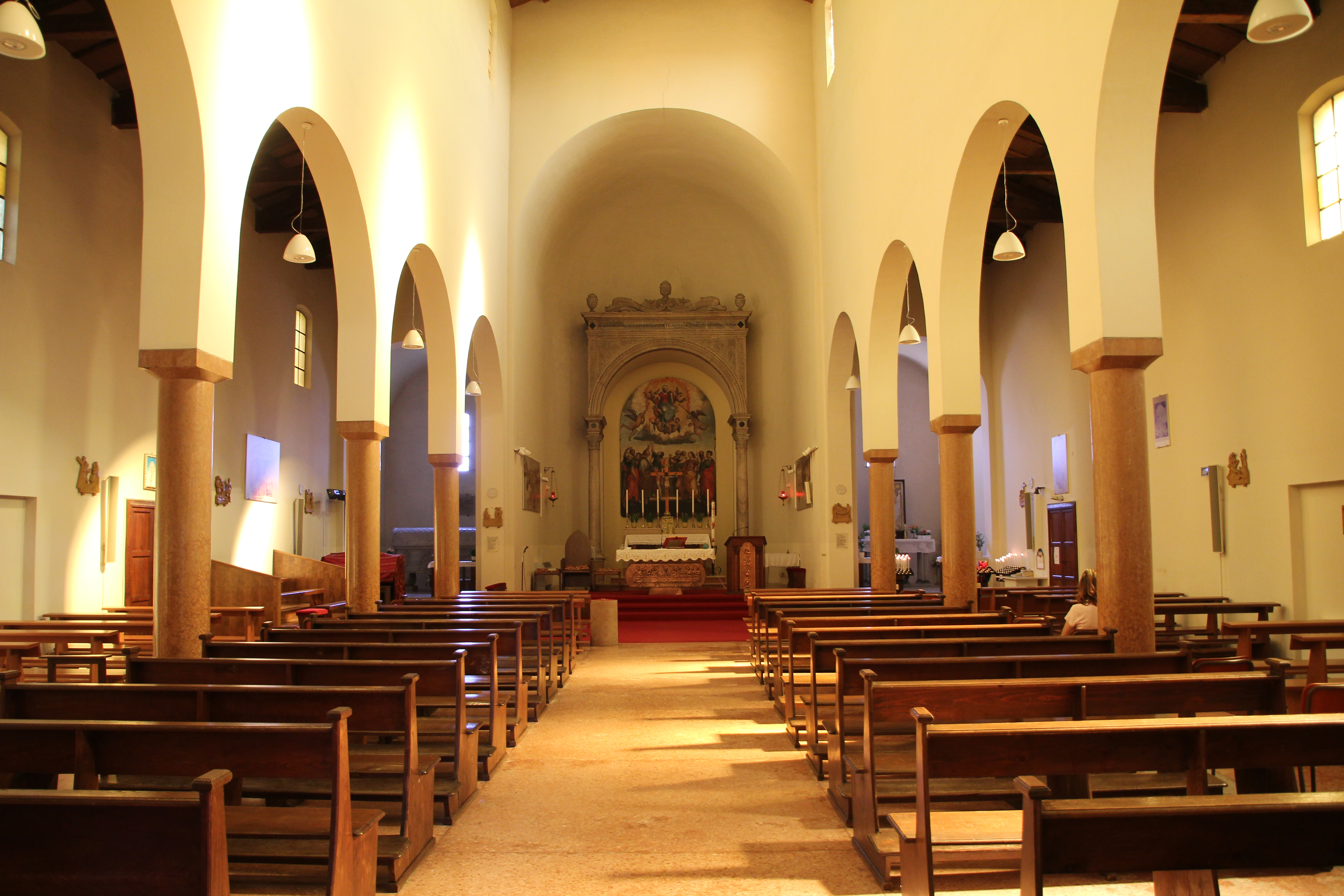
L'interno dopo la ricostruzione

Il nome della borgata di Porto Fuori deriva dall'intitolazione della chiesa, le cui prime notizie risalgono a documenti del 1103 relativi a restauri di un edificio preesistente.
Fino all'inizio del XVI secolo la chiesa fu un luogo di grande rilievo per la comunità religiosa ravennate in quanto sede originaria dei canonici regolari portuensi e centro di culto della Madonna Greca, la cui immagine, secondo la tradizione, arrivò prodigiosamente l'8 aprile del 1100.
Il 5 novembre 1944 la chiesa fu distrutta da un bombardamento alleato.

## Nella letteratura
Secondo molti commentatori della Divina Commedia, Dante Alighieri si riferirebbe alla chiesa di Santa Maria in Porto nel XXI Canto del Paradiso, verso 123, quando usa l'espressione "la casa di Nostra donna in sul lito Adriano". Secondo altri la chiesa citata da Dante sarebbe invece l'abbazia di Pomposa, secondo altri ancora quella di Santa Maria di Portonovo, nei dintorni di Ancona.